# Egosoft
Egosoft, inizialmente Ego Software, è una casa produttrice di videogiochi, fondata nel 1988, con sede a Würselen, in Germania. È diventata una società commerciale nel 1990. Le sue prime produzioni riguardarono l'Amiga, successivamente iniziò a sviluppare videogiochi per PC.
Egosoft è conosciuta nel mondo per X, una serie di simulatori spaziali per PC che combinano commercio, combattimento e finali aperti a seconda del comportamento del giocatore. La serie iniziò nel 1999 con X: Beyond the Frontier.

## Videogiochi pubblicati
- Hotel Detective (1988), per Amiga, pubblicato da Euroline software.
- Fatal Heritage (1990), per Amiga, pubblicato da FunSoft e Softgold.
- Pepsi: All Over The World (1991), per Amiga, promozionale della Pepsi.
- Ugh! (1992), per Amiga, pubblicato da Playbyte (Blue Byte).
- Flies: Attack on Earth (1993), per Amiga e PC (MS-DOS).
- Elefanten! (1993), per Amiga, promozionale del WWF.
- Abenteuer Europa (1994), per PC (MS-DOS), promozionale del Sozialdemokratische Partei Deutschlands.
- No Future? (1994), per PC (MS-DOS), commissionato dall'Umweltbundesamt.
- Imperium Romanum (1996), per PC (MS-DOS).
- Power Pool (1999), per Windows.
- Serie X
  - X: Beyond the Frontier (1999) per Windows.
  - X-Tension (2000) per Windows.
  - X²: La minaccia (2003) per Windows e Linux (2006).
  - X³: Reunion (2005) per Windows, macOS e Linux.
  - X³: Terran Conflict (2008) per Windows, macOS e Linux.
  - X³: Albion Prelude (2011) per Windows, macOS e Linux.
  - X: Rebirth (pubblicato il 15 novembre 2013).
  - X4:Foundations (pubblicato il 30 novembre 2018)

Molti dei giochi relativi alla serie X sono stati pubblicati diverse volte in pacchetti speciali contenenti aggiornamenti e nuove missioni, disponibili anche per le versioni normali via download dal sito ufficiale. Le più note sono:
- X-Gold (2000), comprende X: Beyond the Frontier and X-Tension
- X³: Reunion 2.0 (2006), comprende le missioni di ricerca Bala Gi
- X³: Terran Conflict 2.0 (2009), comprende l'espansione missioni Aldrin.
- X³-Gold (2009), comprende X³: Reunion versione 2.5 and X³: Terran Conflict versione 2.0.
- X-Superbox (2010), che comprende tutti i 6 giochi della serie.